# Stupid Cupid
"Stupid Cupid" er en sang fra 1958 skrevet af Howard Greenfield og Neil Sedaka. Sangen blev først optaget af Connie Francis.

## Tekst
Sangen handler om ulykkelig kærlighed, og sangens hovedperson vælger derefter at bebrejde Cupido, der er kærlighedens gud i henhold til romersk mytologi.

## Coverversioner
- Maureen Evans
- Wanda Jackson
- Jordan McCoy
- Manda Moore
- Eddie Meduza (på B-siden til singlen Sverige fra 1982)[1]
- Sirius (dansk version ved navn "Kære Amor (Spar Din Pil))
- Irene & Birger (dansk version ved navn "Sko're Kai)
- Bjørn & Okay (dansk version ved navn "Store Tumpe)
- Erik Og Marion
- Queen i deres rock 'n' roll-medley fra deres live forestillinger i 1970'erne.
- Neil Sedaka med sin egen version fra 1959.
- White Bear
- Jo Wyatt
- Arja Kroiseva (finsk version ved navn "Tuttu Juttu")
- Danny Mann (tysk version ved navn "Sexy Hexy")